# Deposition (Universität)
Die Deposition (von lat. depositio cornuum, deutsch: „Ablegen der Hörner“) war ein europaweit übliches, traditionelles, eher halboffizielles Initiationsritual für Studenten vom Mittelalter bis ins 18. Jahrhundert, das der Immatrikulation an einer Universität vorauszugehen hatte. Der Brauch wurde in Deutschland im frühen 15. Jahrhundert eingeführt und kam vermutlich aus den einflussreichen Universitäten Paris und Bologna. Als Vorbilder werden die Freisprechungsriten der Handwerkszünfte vermutet.
Der Deposition lag die Vorstellung zugrunde, dass der angehende Student vor der Immatrikulation noch roh und ungeschlacht war – wie ein Tier – und erst von den Zeichen seiner Unzivilisiertheit befreit werden musste, bevor er an der Universität aufgenommen werden konnte. Der Deposition musste sich der Student nur einmal im Leben aussetzen. Danach wurde eine Bescheinigung („Depositionsschein“) ausgestellt, die ihm beim Universitätswechsel den Vorgang an der neuen Universität ersparte.

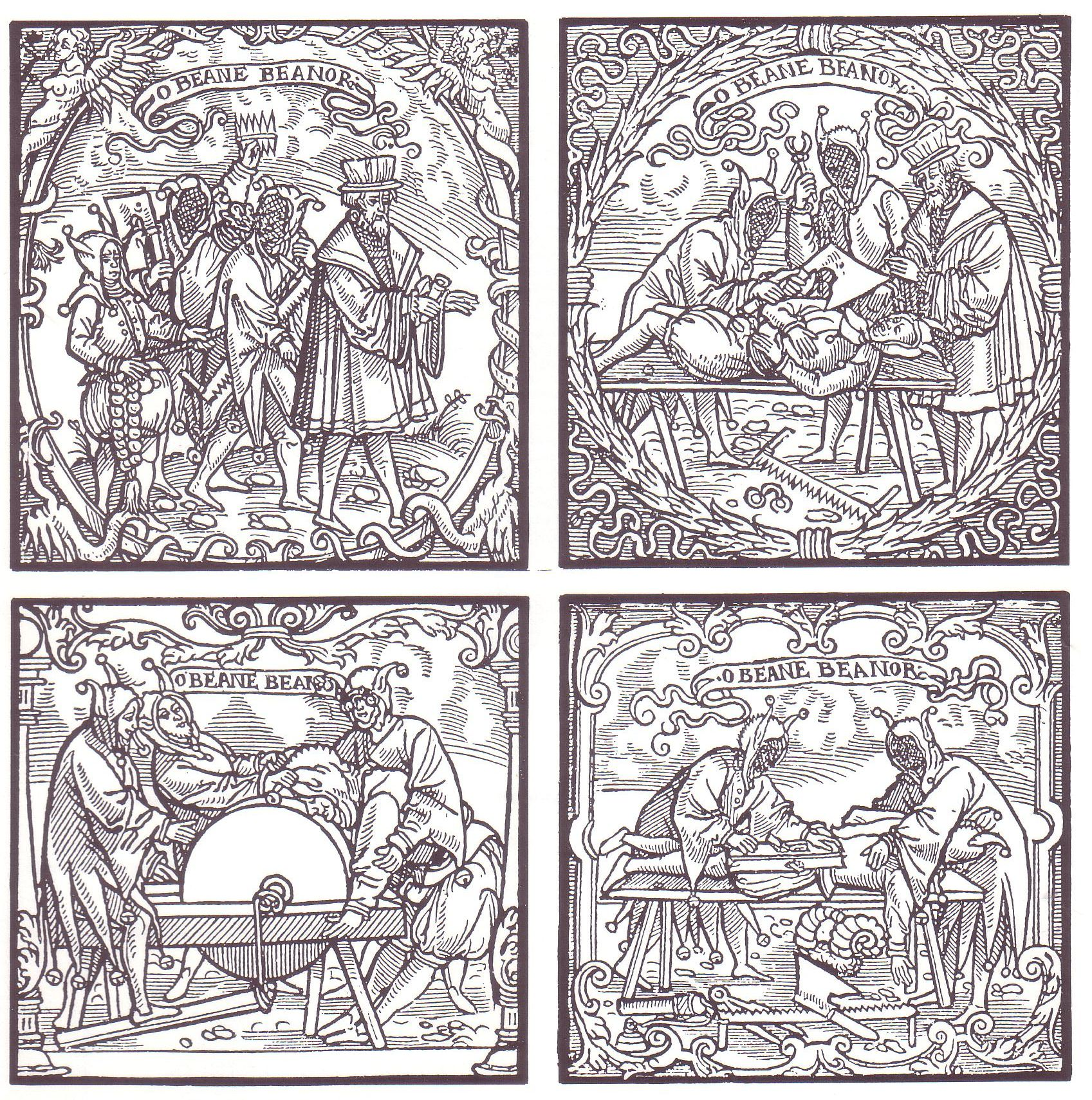
Deposition: Abschleifen der Hörner, Holzschnitt aus dem 16. Jahrhundert

Der Vorgang bestand im Prinzip aus Schimpfreden, die dem Studenten seine eigene Unwürdigkeit deutlich machen sollten, aus dem rituellen Entfernen tierischer Körpermerkmale mit Hilfe von überdimensionierten Werkzeugen sowie Schlägen und weiteren Misshandlungen, die die Funktion von Reinigungsritualen hatten.
In den Reden zur Deposition wurden antike Vorbilder für den Vorgang der Deposition angeführt. Es wurde dabei Bezug genommen auf die Prüfungen der spartanischen Jugend, auf Sitten und Gebräuche an der Akademie Platons bis hin zu der Wasserweihe in den athenischen Sophistenschulen der Spätantike.

## Vorgang
Der angehende Student wurde im Mittelalter mit dem (neu)lateinischen Wort beanus bezeichnet, das von dem französischen bec jaune, „Gelbschnabel“, abgeleitet ist (vergleiche dt. Grünschnabel, engl. greenhorn, „Grünhorn“). Der Bean wurde von seinen künftigen Kommilitonen wie ein pecus campi („Feldtier“) behandelt und entsprechend ausstaffiert. Er musste eine Kappe mit Hörnern aufsetzen und bekam Eberzähne in den Mund gesteckt. Dazu bekam er einen Vortrag über seine eigene Unwürdigkeit zu hören. Die tierischen Merkmale wurden ihm dann mit überdimensionierten Werkzeugen abgeschlagen oder abgezwickt. Dann wurde der Körper mit weiteren Werkzeugen malträtiert, was eine Reinigung und Verschönerung symbolisieren sollte. Dazu kamen Werkzeuge aus der Holzbearbeitung zum Einsatz, denn der angehende Student war ja noch ein „ungehobelter Kerl“.

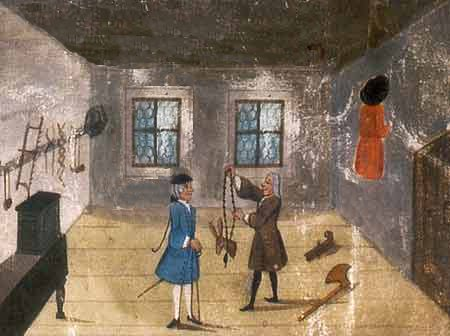
Ab 1682 wurden den Studenten in Jena bei der Immatrikulation die Depositionsinstrumente nur noch gezeigt (Stammbuchblatt Jena 1740).

Die an den Universitäten eingesetzten Werkzeuge einschließlich der im Mittelpunkt stehenden Hörnerkappe sind heute nur noch an der Universität Leipzig erhalten und werden dort in der Kunstsammlung verwahrt. Zu den Werkzeugen gehören im Prinzip Geräte zum Abschlagen und Abschleifen der tierischen Körpermerkmale (Axt, Zange, Schleifstein), Geräte zur Holzbearbeitung (Hobel) sowie zur Körperpflege (Rasierpinsel, Seifentiegel, Rasiermesser, Ohrenlöffel). Bei der Anwendung dieser Gerätschaften kamen nicht selten sogar Verletzungen vor.
Dabei wurden Prüfungen durchgeführt und weitere Ermahnungsreden gehalten. Schließlich gab der Leitende dem Bean Salz in den Mund (sal sapientiae, „Salz der Weisheit“), goss ihm Wein über den Kopf (vinum laetitiae, „Wein der Freude“) und sprach ihn vom Beanismus frei.
Nach dem Kassieren der entsprechenden Gebühr erfolgte dann meist eine Eingangsprüfung durch einen Professor und die Immatrikulation durch den Rektor.
Allgemein war es üblich, dass nach der Prozedur noch ein Schmaus auf Kosten des oder der Neuimmatrikulierten abgehalten wurde, was offensichtlich eine große Belastung der Betroffenen darstellte. Dieser Brauch hielt sich auch noch nach Abschaffung der Deposition und wurde wohl oft exzessiv betrieben, was zu Verboten führte, Neuimmatrikulierte zu diesen Einladungen zu drängen.

## Zuständigkeiten
Im Mittelalter wurde die Deposition vom Rektor der Burse geleitet, in der der angehende Student in klosterähnlicher Form wohnen und studieren sollte.
Als in der Frühen Neuzeit die Universitäten ihren geistlichen Charakter verloren und die Bursen sich leerten, übernahmen die Dekane der Artistenfakultät, die später Philosophische Fakultät genannt wurde, die Aufgabe. An dieser Fakultät wurden die allgemeinen wissenschaftlichen Grundbegriffe (septem artes liberales) gelehrt. Die Lehrer und auch der Dekan waren in der Regel Studierende der „höheren“ Fakultäten für Medizin, Theologie oder Rechtswissenschaften.
Im Laufe der Frühen Neuzeit war diese Sitte langsam verkommen und wurde zur Farce. Das Amt des Depositors übernahm der Pedell, der ab dem späten 17. Jahrhundert nur noch symbolisch die Werkzeuge vorzeigte und den kostenpflichtigen Depositionsschein ausstellte.
Aber noch im 18. Jahrhundert wurden die Zuständigkeiten und Pflichten des Depositors in den vom Landesherren festgelegten Statuten einer Universität genau festgeschrieben. Auch wurden genaue Vorschriften über die Verwahrung und Bereithaltung der Werkzeuge gemacht.
Der letzte für die Philipps-Universität Marburg nachweisbare Depositor war der Pedell Johannes Georg Schimmelpfeng (1697–1785).
In Jena wurde die Deposition mit dem Tode des letzten Depositors im Jahre 1785 abgeschafft.
An der Universität Leipzig wurde die Deposition aufgrund der exzessiven Übertreibungen der Studenten bereits 1719 verboten. Die Kunstsammlung im heutigen Rektoratsgebäude der Leipziger Universität verwahrt in einer Vitrine ein gutes Dutzend der alten Depositionsinstrumente.

## Buchdrucker
Das im ausgehenden Mittelalter neu entstandene Gewerbe der Buchdrucker siedelte sich gern in räumlicher Nähe zu den Universitäten an und nahm dabei – da selbst ohne alte Traditionen – die Sitte der Deposition von ihren wichtigsten Kunden, den Studenten, an. Die Deposition der Buchdrucker wurde aufgrund ausufernder Exzesse im Jahre 1803 verboten. Eine Reminiszenz ist das noch heute im Druckerhandwerk übliche Gautschen.